# Australia
Australia, formalnie Związek Australijski (ang. Commonwealth of Australia) – państwo demokratyczne, położone na półkuli południowej, obejmujące kontynent Australia, wyspę Tasmanię i inne znacznie mniejsze wyspy na Oceanach Indyjskim i Spokojnym. Stolicą kraju jest Canberra, największym miastem jest Sydney.
Jest szóstym pod względem powierzchni państwem świata i jedynym państwem na świecie obejmującym cały kontynent. Jest zamieszkiwane przez 26 mln osób, z czego 2/3 populacji mieszka w pięciu największych australijskich metropoliach.
Australia jest krajem wysoko rozwiniętym, ze społeczeństwem wielokulturowym. W porównaniu z innymi państwami wskaźnik rozwoju społecznego (uwzględniający jakość życia, opiekę zdrowotną, przeciętną długość życia, poziom wykształcenia) Australii jest bardzo wysoki. Według danych na rok 2014 znajduje się ona na 2. miejscu pod tym względem po Norwegii. Miasta australijskie są w światowej czołówce w dziedzinie życia kulturalnego.
Australia jest członkiem ONZ, Wspólnoty Narodów, G20, OECD, ANZUS, AUKUS, APEC, Pacific Islands Forum oraz WTO.

## Pochodzenie nazwy
Nazwa Australia, odnosząca się do kontynentu, pochodzi od określenia Terra Australis, czyli Ziemia Południowa po łacinie. W dawnej Europie wierzono, że na półkuli południowej znajduje się naprawdę duży kontynent. Ostatecznie nazwa przypadła o wiele mniejszemu, niż zakładano.

## Geografia
Australia to szósty pod względem wielkości kraj świata, położony na kontynencie australijskim będącym najmniejszym spośród wszystkich kontynentów. Najgęściej zaludnione są wschodnie i południowo-wschodnie wybrzeże. Australia leży na półkulach południowej i wschodniej. Jest to jeden z najbardziej płaskich kontynentów ze średnią wysokością 330 m. Obszar pustynny zajmuje powierzchnię większą niż na jakimkolwiek innym kontynencie; 2/3 powierzchni leży w klimatach suchym lub półsuchym. Linia brzegowa Australii jest mało rozwinięta, wzdłuż całego wybrzeża o długości 34 218 km napotkać można jedynie dwie duże zatoki: Zatokę Karpentaria i Wielką Zatokę Australijską. Najwyższy szczyt, Góra Kościuszki odkryty, zdobyty i nazwany przez Pawła Edmunda Strzeleckiego wznosi się na wysokość 2228 m n.p.m. Jednak najwyższym szczytem państwa Australia jest Mawson Peak (2745 m n.p.m.), znajdujący się na wyspie Heard w australijskim terytorium zależnym Wyspy Heard i McDonalda. Sieć rzeczna kontynentu jest uboga, znaczną jego część zajmują pustynie, półpustynie i suche stepy, natomiast pod powierzchnią 22% kontynentu znajduje się Wielki Basen Artezyjski, zawierający w przybliżeniu 64 900 kilometrów sześciennych (km³) wody gruntowej. Australijska wyłączna strefa ekonomiczna jest trzecią co do wielkości na świecie.

## Historia

### Odkrycie Australii
Według źródeł pierwsi ludzie pojawili się na terenie Australii pomiędzy 40 a 60 tys. lat temu. Dopiero w XVII wieku w pobliżu Australii i Nowej Zelandii zaczęli przepływać holenderscy żeglarze. Pierwszym Europejczykiem, który przybił do wybrzeży Australii, był Holender Willem Janszoon (1606). W latach 1642–1644 Abel Tasman odkrył Tasmanię oraz Nową Zelandię. Wyprawa ta dowiodła, że Australia stanowi odrębny masyw lądu, który można opłynąć od południa. Dodatkowo Holendrzy nadali pierwszą europejską nazwę dla nowo odkrytych ziem, określając je jako Nowa Holandia. Pierwsze spostrzeżenia po przybiciu do zachodnich brzegów kontynentu sprawiły, że nowy ląd określono jako ziemię przeklętą i jałową". Uwaga Holendrów skupiła się więc na rozbudowie bogatych kolonii w Holenderskich Indiach Wschodnich.

### Okres Brytyjski
Dalsze badania nad kontynentem kontynuowane były podczas trzech wypraw Jamesa Cooka (1768-1771, 1772-1774, 1776-1778). Cook po zbadaniu południowo-wschodniego wybrzeża jako pierwszy sporządził pozytywny opis nowego kontynentu, a zbadany teren nazwał Nowa Południowa Walia. W 1776 roku Stany Zjednoczone ogłosiły niepodległość, a to sprawiło, że zainteresowanie Brytyjczyków Australią wzrosło, choć początkowo głównie w kontekście terenu na który można było zsyłać przestępców. Pierwszy transport ze skazańcami przybył do nowego kontynentu w 1788 roku i wylądował w okolicach dzisiejszego Sydney. Na początku XIX wieku żołnierze brytyjscy stali się pierwszymi posiadaczami ziemskimi, a niedługo później zaczęli do nich dołączać warunkowo zwalniani z odbywania kary pierwsi skazańcy. Rozwój kolonii sprawił, że w 1825 roku od Nowej Południowej Walii odłączyła się Tasmania, w 1829 roku Australia Zachodnia, w 1836 roku Australia Południowa, a w 1851 roku Wiktoria. W 1863 roku jako odrębną jednostkę wydzielono Terytorium Północne. W pierwszej połowie XIX wieku do przeludnionych Wysp Brytyjskich zaczęły docierać pogłoski o szybkim bogaceniu się obywateli nowej kolonii. Spowodowało to większe zainteresowanie emigracją do Australii wśród wolnych obywateli. Pierwsza wolna osada została założona w 1829 w okolicach dzisiejszego Perth. Od 1839 roku do Australii zaczęli przybywać pierwsi imigranci z Polski. W latach 1831–1840 w Australii osiedliło się około 65 tys. wolnych ludzi i ich liczba przekroczyła liczbę obywateli wywodzących się od przymusowo deportowanych skazańców. Kolejnym impulsem który przyspieszył rozwój kolonii było odkrycie złota w 1851 roku na terenie Nowej Południowej Walii.

### Związek Australijski
W ostatnich latach XIX wieku podział Australii na niezależne prowincje zaczął być postrzegany jako problem dla dalszego rozwoju osadnictwa i wzrostu gospodarczego. Dochodziło wówczas do absurdalnych decyzji, jak choćby budowa sieci kolejowej o różnych rozstawach szyn w zależności od prowincji, czy też wysokie cła pomiędzy sąsiadującymi koloniami. Tendencje integracyjne były popierane zarówno przez Australijczyków, jak i Brytyjczyków. W latach 1898–1899 opracowano konstytucję, którą następnie przyjęto w dwóch powszechnych referendach. Konstytucja została podpisana przez Królową Wiktorię i 1 stycznia 1901 roku powstał Związek Australijski. Stolicę nowo powstałego Związku postanowiono zbudować pomiędzy Sydney i Melbourne, ponieważ właśnie te dwa miasta najsilniej konkurowały o miano stolicy. Na potrzeby tego z Nowej Południowej Walii wydzielono Australijskie Terytorium Stołeczne i na jego terenie zbudowano dzisiejszą stolicę Canberrę.
Podczas I wojny światowej Australia walczyła u boku Wielkiej Brytanii. Korpus australijski brał m.in. udział w walkach w zachodniej Turcji i Flandrii. Po wojnie w latach 30. podczas Wielkiego Kryzysu spadające ceny pszenicy i wełny spowodowały załamanie gospodarcze państwa.
Podczas II wojny światowej Brytyjskie Imperium na Dalekim Wschodzie przestało istnieć, a Wielka Brytania straciła możliwość obrony swoich australijskich kolonii przed japońską inwazją. Australijczycy zwrócili się więc o pomoc do Stanów Zjednoczonych, które zgodziły się bronić suwerenności Związku Australijskiego.
Po wojnie, w 1951 roku, w obliczu nowej sytuacji geopolitycznej Australia zawarła porozumienie obronne z USA oraz Nową Zelandią zwane jako Pakt Bezpieczeństwa Pacyfiku. Od tego czasu Australia pomagała swemu nowemu sojusznikowi podczas konfliktów w Korei oraz Wietnamie. Od 1989 roku Australia została członkiem Forum Współpracy Gospodarczej Azji i Pacyfiku.

## Demografia
31 marca 2016 populacja Australii wynosiła 24 051 400 osób, natomiast 1 stycznia 2024 26 551 000.

### Miasta Australii

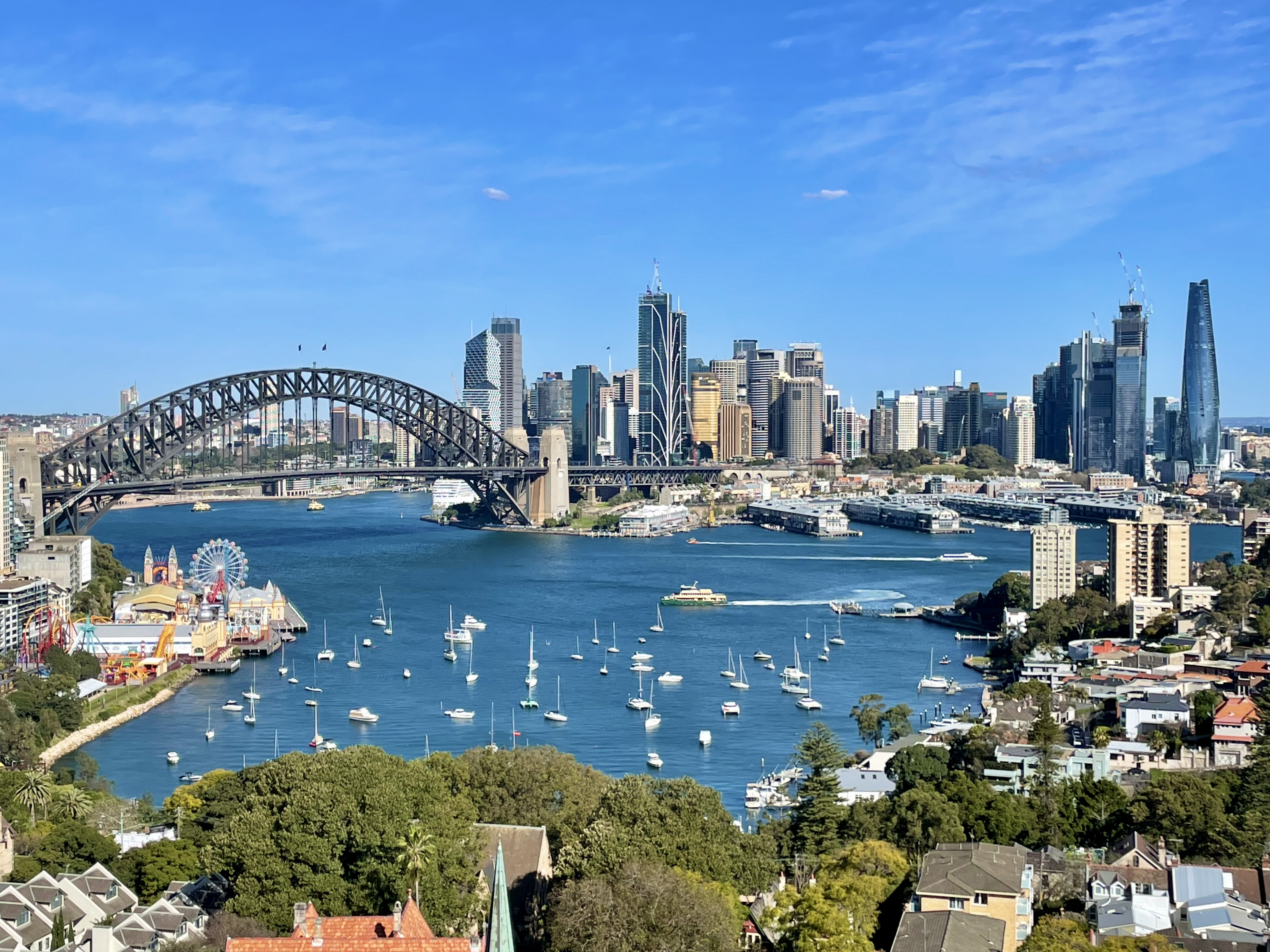
Sydney

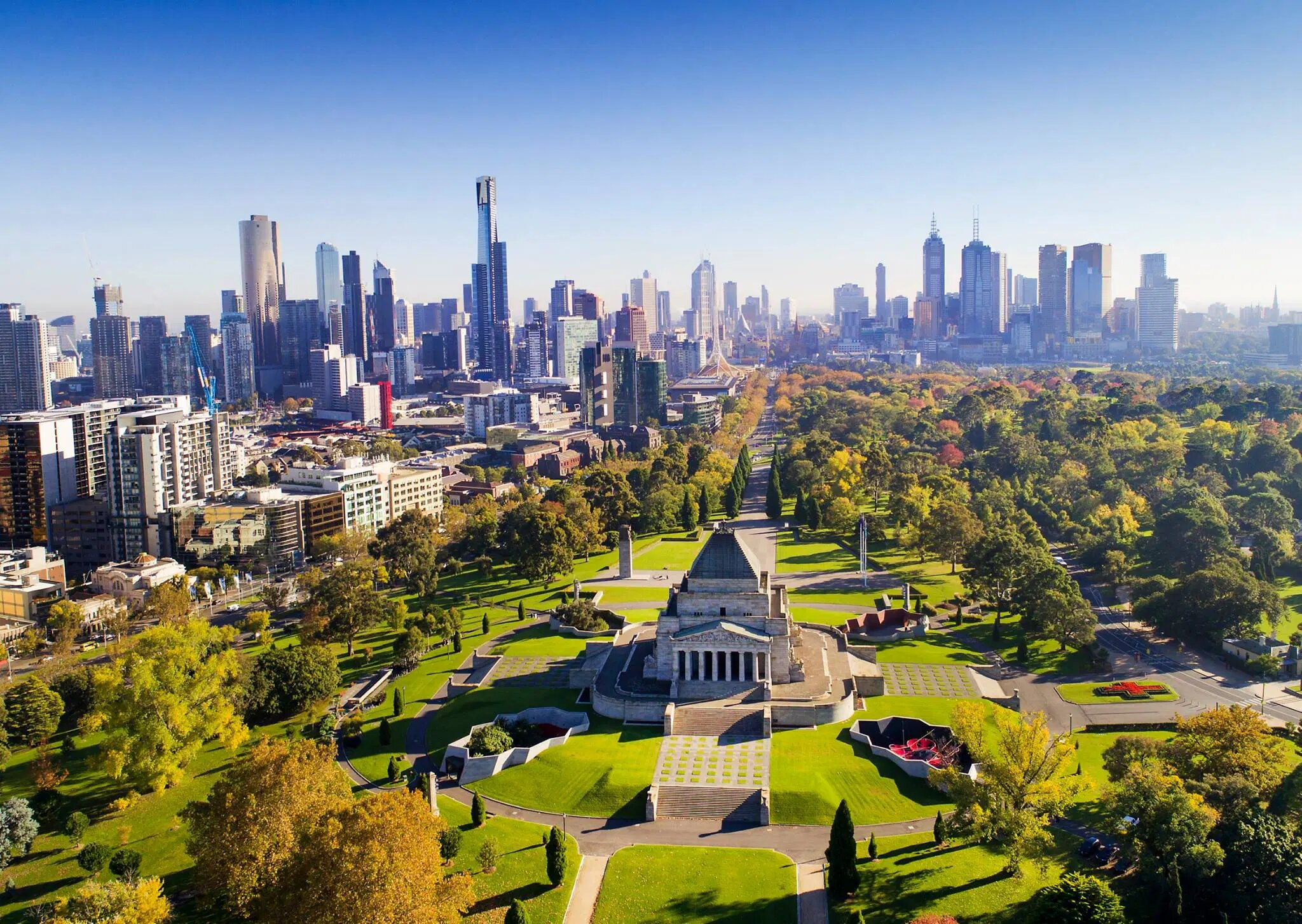
Melbourne

Stolicą Australii jest Canberra. Największym miastem jest Sydney. W Australii jest pięć metropolii z liczbą ludności powyżej jednego miliona, w których mieszka łącznie 17 541 535 osób (prawie 2/3 populacji Australii).
|   | Miasto    | Ludność (06.2024) | Stan                  |
| - | --------- | ----------------- | --------------------- |
| 1 | Sydney    | 5 557 233         | Nowa Południowa Walia |
| 2 | Melbourne | 5 350 705         | Wiktoria              |
| 3 | Brisbane  | 2 780 063         | Queensland            |
| 4 | Perth     | 2 384 371         | Australia Zachodnia   |
| 5 | Adelaide  | 1 469 163         | Australia Południowa  |

### Statystyki demograficzne
Dane można znaleźć w CIA Factbook
| Narodowość            | % populacji | Liczba populacji |
| --------------------- | ----------- | ---------------- |
| Anglo-Australijczycy  | 70,8%       | 16 231 000       |
| Brytyjczycy           | 6,4%        | 1 463 000        |
| Aborygeni             | 2,18%       | 501 000          |
| Anglo-Nowozelandczycy | 2,08%       | 476 000          |
| Chińczycy Han         | 1,88%       | 431 000          |
| Włosi                 | 1,78%       | 407 000          |
| Indo-Pakistańczycy    | 1,65%       | 378 000          |
| Grecy                 | 1,33%       | 304 000          |
| Arabowie              | 1,06%       | 242 000          |
| Wietnamczycy          | 0,88%       | 201 000          |
| Niemcy                | 0,59%       | 135 000          |
| Filipińczycy          | 0,58%       | 133 000          |
| Irlandczycy           | 0,48%       | 110 000          |
| Żydzi                 | 0,48%       | 109 000          |
| Turcy                 | 0,46%       | 105 000          |
| Holendrzy             | 0,46%       | 104 000          |
| pozostali             | 6,91%       | 1 485 000        |

| Wykres demografii Australii | Wykres demografii Australii | Wykres demografii Australii | Wykres demografii Australii | Wykres demografii Australii | Wykres demografii Australii |
| --------------------------- | --------------------------- | --------------------------- | --------------------------- | --------------------------- | --------------------------- |
|                             |                             |                             |                             |                             |                             |
| Populacja historyczna       |                             |                             |                             |                             |                             |
| Rok                         | Populacja                   | Zmiana proc.                | Rok                         | Populacja                   | Zmiana proc.                |
| 1900                        | 3 765 400                   | –                           | 1960                        | 10 392 000                  | 25,1%                       |
| 1910                        | 4 525 100                   | 20,2%                       | 1970                        | 12 663 000                  | 21,9%                       |
| 1920                        | 5 411 000                   | 19,6%                       | 1980                        | 14 726 000                  | 16,3%                       |
| 1930                        | 6 501 000                   | 20,1%                       | 1990                        | 17 169 000                  | 16,6%                       |
| 1940                        | 7 078 000                   | 8,9%                        | 2000                        | 19 169 000                  | 11,6%                       |
| 1950                        | 8 307 000                   | 17,4%                       | 2007                        | 20 434 000                  | 10,6%                       |

| (2018)                   | (2018)                          |
| ------------------------ | ------------------------------- |
| Liczba ludności          | 23 470 145                      |
| Ludność według wieku     |                                 |
| 0 – 14 lat               | 17,6%                           |
| 15 – 24 lat              | 12,6%                           |
| 25 – 54 lat              | 41,4%                           |
| 55 – 64 lat              | 11,8%                           |
| ponad 64 lata            | 16,4%                           |
| Wiek (mediana)           |                                 |
| W całej populacji        | 38,8 lat                        |
| Mężczyzn                 | 38,1 lat                        |
| Kobiet                   | 39,7 lat                        |
| Przyrost naturalny       | 1,01%                           |
| Współczynnik urodzeń     | 12 urodzin/1000 mieszkańców     |
| Współczynnik zgonów      | 7,3 zgonów/1000 mieszkańców     |
| Współczynnik migracji    | 5,4 emigrantów/1000 mieszkańców |
| Ludność według płci      |                                 |
| przy narodzeniu          | 1,06 mężczyzn/kobiet            |
| poniżej 15 lat           | 1,05 mężczyzn/kobiet            |
| 15 – 24 lat              | 1,05 mężczyzn/kobiet            |
| 25 – 54 lat              | 1,04 mężczyzn/kobiet            |
| 55 – 64 lat              | 0,99 mężczyzn/kobiet            |
| powyżej 64 lat           | 0,86 mężczyzn/kobiet            |
| W całej populacji        | 1,01 mężczyzn/kobiet            |
| Umieralność noworodków   |                                 |
| W całej populacji        | 4,2 śmiertelnych/1000 żywych    |
| płci męskiej             | 4,5 śmiertelnych/1000 żywych    |
| płci żeńskiej            | 3,9 śmiertelnych/1000 żywych    |
| Oczekiwana długość życia |                                 |
| W całej populacji        | 82,4 lat                        |
| Mężczyzn                 | 79,9 lat                        |
| Kobiet                   | 85,0 lat                        |
| Rozrodczość              | 1,77 urodzeń/kobietę            |

## Język
Społeczeństwo Australii jest bardzo zróżnicowane kulturowo. W Australii można wskazać ok. 400 języków rdzennych. Najczęściej używanym językiem w Australii jest język angielski. Według danych Banku Światowego posługuje się nim 76,8% mieszkańców Australii. Innymi popularnymi językami są: 
- język chiński - 2,8%
- język włoski - 1,4%
- język arabski - 1,3%
- język grecki - 1,1%
- język wietnamski - 1,1%
- inne - 15,5%

Spis powszechny z 2021 r. wykazał, że w 72% gospodarstw domowych w Australii mówi w domu tylko po angielsku, zaś w 24,8% domów w ogóle nie używa się angielskiego.

## Religia

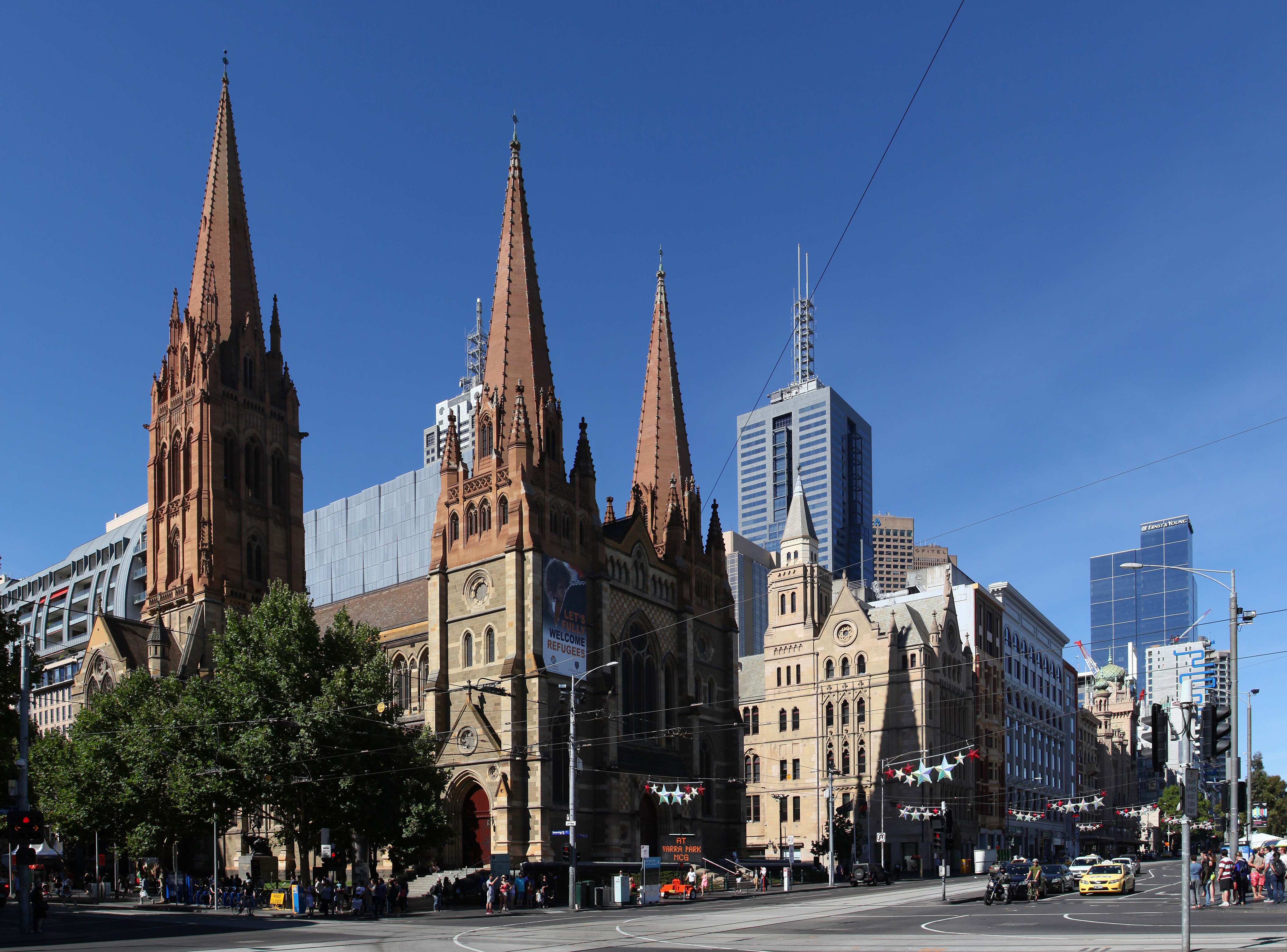
Katedra anglikańska w Melbourne

Dane według spisu powszechnego w 2016:
- brak religii – 30,1% (18,7% w 2006 roku[24], wzrost o 11,4 punktów procentowych)
- protestantyzm – 23,4%:
  - anglikanizm – 13,3%
  - Kościół Zjednoczony w Australii – 3,7%
  - kalwinizm – 2,3%
  - baptyzm – 1,5%
  - pentekostalizm – 1,1%
- katolicyzm – 22,6%
- chrześcijanie (nieokreśleni) – 2,6%
- islam – 2,6%
- buddyzm – 2,4%
- prawosławie – 2,1%
- hinduizm – 1,9%.

## Ustrój polityczny

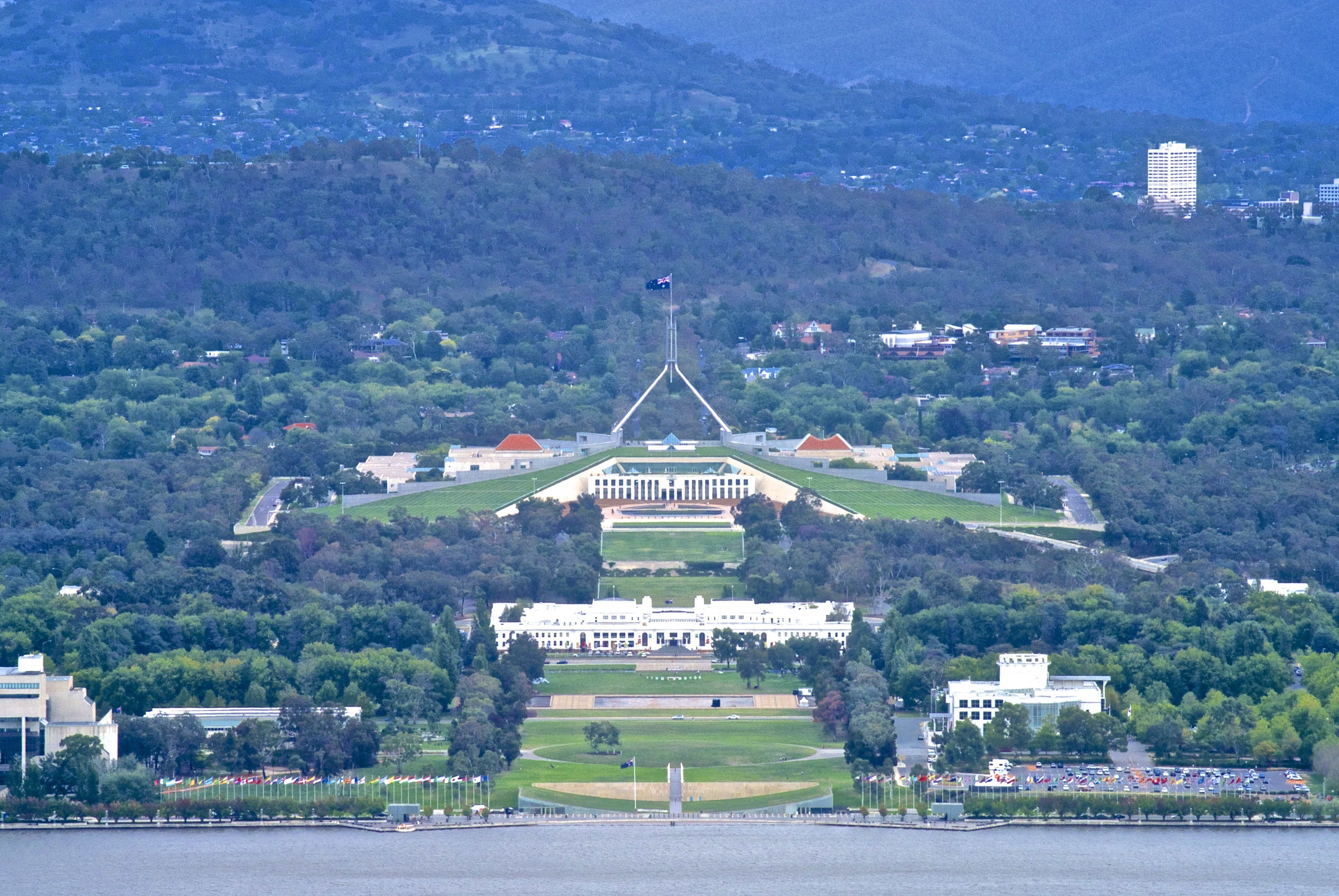
Budynki parlamentu Australii w Canberze

Australia jest członkiem Wspólnoty Narodów, zachowującym w aktach prawnych nazwę dominium. Jest to federacyjna monarchia konstytucyjna z dwuizbowym parlamentem ustanowiona konstytucją z 1900 roku (z późniejszymi zmianami); głową państwa jest król Australii (obecnie Karol III), reprezentowany przez gubernatora generalnego (obecnie Samantha Mostyn). 
Władzę ustawodawczą sprawuje dwuizbowy parlament, wyłaniany w wyborach powszechnych: Senat o kadencji sześcioletniej, liczący 76 senatorów: po 12 przedstawicieli każdego stanu i po 2 przedstawicieli Terytorium Północnego i Australijskiego Terytorium Stołecznego (co 3 lata połowa składu jest odnawiana) oraz Izba Reprezentantów o kadencji trzyletniej, licząca 150 deputowanych, wybieranych proporcjonalnie do liczby ludności; system wyborczy do Senatu jest mieszany.
Władzę wykonawczą sprawuje rząd, formalnie pod przewodnictwem gubernatora generalnego, a faktycznie z premierem na czele, powołany przez gubernatora generalnego w imieniu króla i odpowiedzialny przed Izbą Reprezentantów; do wyłącznej kompetencji władz federalnych należą sprawy obrony, polityki zagranicznej, handlu zagranicznego i imigracji.
Prawa wyborcze (ograniczone cenzusami osiadłości) przysługują obywatelom, którzy ukończyli 18 lat. Wybory w Australii są obowiązkowe dla wszystkich obywateli, kara za nieoddanie ważnego głosu wynosi 20 dolarów australijskich. Według przepisów wyborczych obywatel zobowiązany jest oddać ważny głos. Głosowanie jest tajne.
Wymiar sprawiedliwości sprawują: Federalny Sąd Najwyższy, Sąd Federalny (sprawy gospodarcze i bankructwa), Australijski Sąd Rodzinny oraz stanowe sądy najwyższe i sądy jednostek terytorialnych.
Każdy stan ma własną konstytucję, dwuizbowy organ ustawodawczy (z wyjątkiem Queenslandu, gdzie istnieje parlament jednoizbowy) i rząd stanowy; na czele stanów stoją gubernatorzy mianowani przez monarchę brytyjskiego na wniosek rządu stanowego; stany dzielą się na hrabstwa, okręgi i miasta (z organami samorządowymi i radami municypalnymi).

## Gospodarka

Centrum biznesowe w Perth

Australia należy do krajów rozwiniętych, gospodarkę Australii cechują daleko posunięta koncentracja produkcji oraz centralizacja kapitału. Największe organizacje produkcyjno-usługowe to: Broken Hill Proprietary (BHP), Colonial Sugar Refining, Imperial Chemical Industries, Telstra.
Dzięki ogromnym bogactwom naturalnym Australia jest jednym z największych producentów boksytu, a także należy do najpoważniejszych dostawców węgla, rudy żelaza i złota.
Gdy w 1979 roku w rejonie Kimberley odkryte zostały złoża diamentów – Australia w produkcji tych kamieni doścignęła nawet Republikę Południowej Afryki.
Grunty orne stanowią jedynie 4% terytorium Australii, z czego uprawia się 80%. Pas ziemi uprawnej ciągnie się wzdłuż zachodnich zboczy Wielkich Gór Wododziałowych. Pastwiska zajmują 60% kraju. 25% powierzchni Australii zajmują gospodarstwa hodowlane, których jest ok. 16 tysięcy, o powierzchni średnio 30 tysięcy hektarów.
Liczba owiec w Australii stanowi 12% światowego pogłowia tych zwierząt.
Australia zajmuje drugie miejsce na świecie jeśli chodzi o jakość życia, zarówno w rankingu stworzonym przez Economist Intelligence Unit, jak również w rankingu stworzonym przez OECD.
Wśród niepodległych państw, Australia zajmuje 7. miejsce na świecie w wysokości zarobków. Również poszczególne miasta Australii są wysoko notowane w rankingach. Wśród największych miast świata, Sydney zajęło 6. miejsce na świecie z zarobkami w wysokości 3599 dolarów USD miesięcznie, natomiast Melbourne zajęło 9. miejsce na świecie z zarobkami w wysokości 3181 dolarów USD miesięcznie (2019).

## Siły zbrojne
Australia w składzie swoich sił zbrojnych posiada siły lądowe (Australian Army), marynarkę wojenną (Royal Australian Navy) oraz siły powietrzne (Royal Australian Air Force). Wojska australijskie liczą 58,7 tys. żołnierzy zawodowych oraz 25,7 tys. rezerwistów. Według rankingu Global Firepower (2019) australijskie siły zbrojne stanowią 19. siłę militarną na świecie. W 2017 roku, roczny budżet na obronność wyniósł 27,5 mld dolarów (2,0% PKB), co jest 13 wynikiem na świecie.
Australia jest członkiem ONZ oraz kilku innych paktów dotyczących bezpieczeństwa państwa, głównie pomiędzy innymi głównymi państwami anglosaskimi:
- AUSCANNZUKUS, porozumienie Australii, Stanów Zjednoczonych, Kanady, Nowej Zelandii i Wielkiej Brytanii dotyczące zasad współpracy marynarki wojennej tych państw na poziomie dowodzenia, kontroli, komunikacji i komputerów
- Five Eyes(inne języki), sojusz wywiadów Australii, Stanów Zjednoczonych, Kanady, Nowej Zelandii i Wielkiej Brytanii. Zobacz też: Sojusz Pięciorga Oczu i Echelon
- Border Five(inne języki), nieformalne forum poświęcone kwestiom polityki celnej i zarządzania granicami Australii, Stanów Zjednoczonych, Kanady, Nowej Zelandii i Wielkiej Brytanii
- Five Country Conference(inne języki), konferencja władz imigracyjnych Australii, Stanów Zjednoczonych, Kanady, Nowej Zelandii i Wielkiej Brytanii, współpracujących ze sobą w celu poprawy integralności, bezpieczeństwa i wydajności swoich służb imigracyjnych i granicznych
- ABCANZ Armies(inne języki), program mający na celu optymalizację interoperacyjności i standaryzację szkolenia i wyposażenia pomiędzy siłami zbrojnymi Australii, Stanów Zjednoczonych, Kanady, Nowej Zelandii i Wielkiej Brytanii
- Paktu Bezpieczeństwa Pacyfiku ANZUS, pakt militarny Australii, Stanów Zjednoczonych i Nowej Zelandii
- AUKUS, pakt o współpracy militarnej (podpisany 15 września 2021 roku) pomiędzy Australią, Stanami Zjednoczonymi i Wielką Brytanią. Jednym z kluczowych elementów nowej współpracy ma być zakup przez Australię okrętów podwodnych o napędzie atomowym[36][37], taktycznych pocisków manewrujących średniego zasięgu BGM-109 Tomahawk dla swoich niszczycieli typu Hobart oraz taktycznych lotniczych pocisków manewrujących o obniżonej wykrywalności AGM-158B JASSM-ER dla swoich myśliwców F/A-18 i F-35[38][39].

## Transport
Przecinający nizinę Nullarbor trakt kolejowy jest najdłuższym zbudowanym w linii prostej traktem kolejowym na świecie. Kolej kursuje między południową a zachodnią Australią.

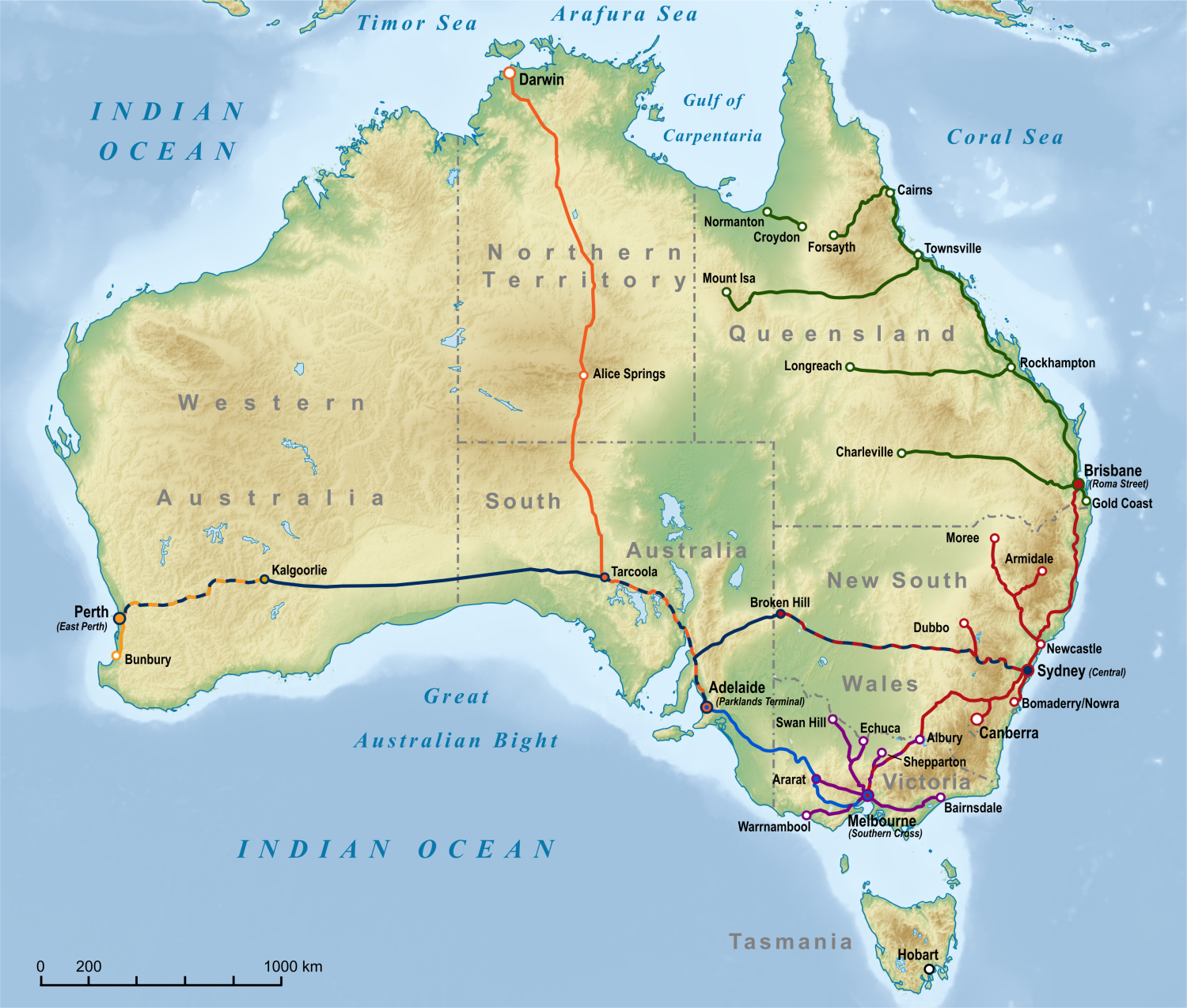
Mapa z głównymi drogami w Australii
- Mapa z pasażerskimi połączeniami kolejowymi w Australii

## Kultura
Pierwsze amatorskie przedstawienia teatralne odbywały się w teatrach więziennych. Pierwszy teatr w kraju powstał w Sydney (1830) i nazywał się Theatre Royal.

### Kuchnia australijska
W kuchni australijskiej nie należy zapominać o tradycyjnej kuchni rdzennej ludności, tzn. o kuchni Aborygenów, której można spróbować w głębi lądu w rezerwatach. Kuchnia ta nawet otrzymała własną nazwę: Bush tucker food. Do składników tej kuchni zaliczyć można:
- Zioła, korzenie, nasiona, serca palmowe czy też owoce jak np. quandong
- Kangury (np. w formie steku z sosem z owoców quandong), węże, jaszczurki, żółwie i strusie w formie np. filetów
- Insekty i wszelkiej maści larwy owadów bogate w białko

## Media
Pierwszą australijską gazetą była „Sydney Gazette and the News South Wales Advertiser” (wydawana w latach 1803–1842). Główne dzienniki i czasopisma są w rękach korporacji prasowych takich jak: „Sydney News Ltd.” i „The Herald Sun”. W Australii ukazuje się 3 tys. gazet. Największe dzienniki to: „The Herald Sun” (założony w 1840, nakład 558 800 egzemplarzy) i „The Daily Telegraph” (założony w 1879, nakład 442 tys. egzemplarzy). Wśród czasopism kobiecych przewodzi „Australian Women’s Weekly” (założony w 1933, nakład 1230 tys. egzemplarzy). Agencje prasowe: „Australian Agency Press” (AAP, założona w 1935 w Melbourne, obecna centrala w Sydney) i „Australian United Press Ltd.” (AUP).
Radio Australijskie rozpoczęło nadawanie 13 listopada 1923, a telewizja 1 listopada 1956. Działają telewizja i radio państwowe oraz stacje komercyjne, etniczne i środowiskowe. Media publiczne nadzoruje Australian Broadcasting Corporation (ABC), jest finansowana przez państwo (abonament zniesiono w 1974 r.). Istnieje jeden państwowy nadawca telewizyjny i 4 stacje radiowe. W Australii nadaje około 50 komercyjnych stacji telewizyjnych i około 140 radiowych.

## Zobacz też

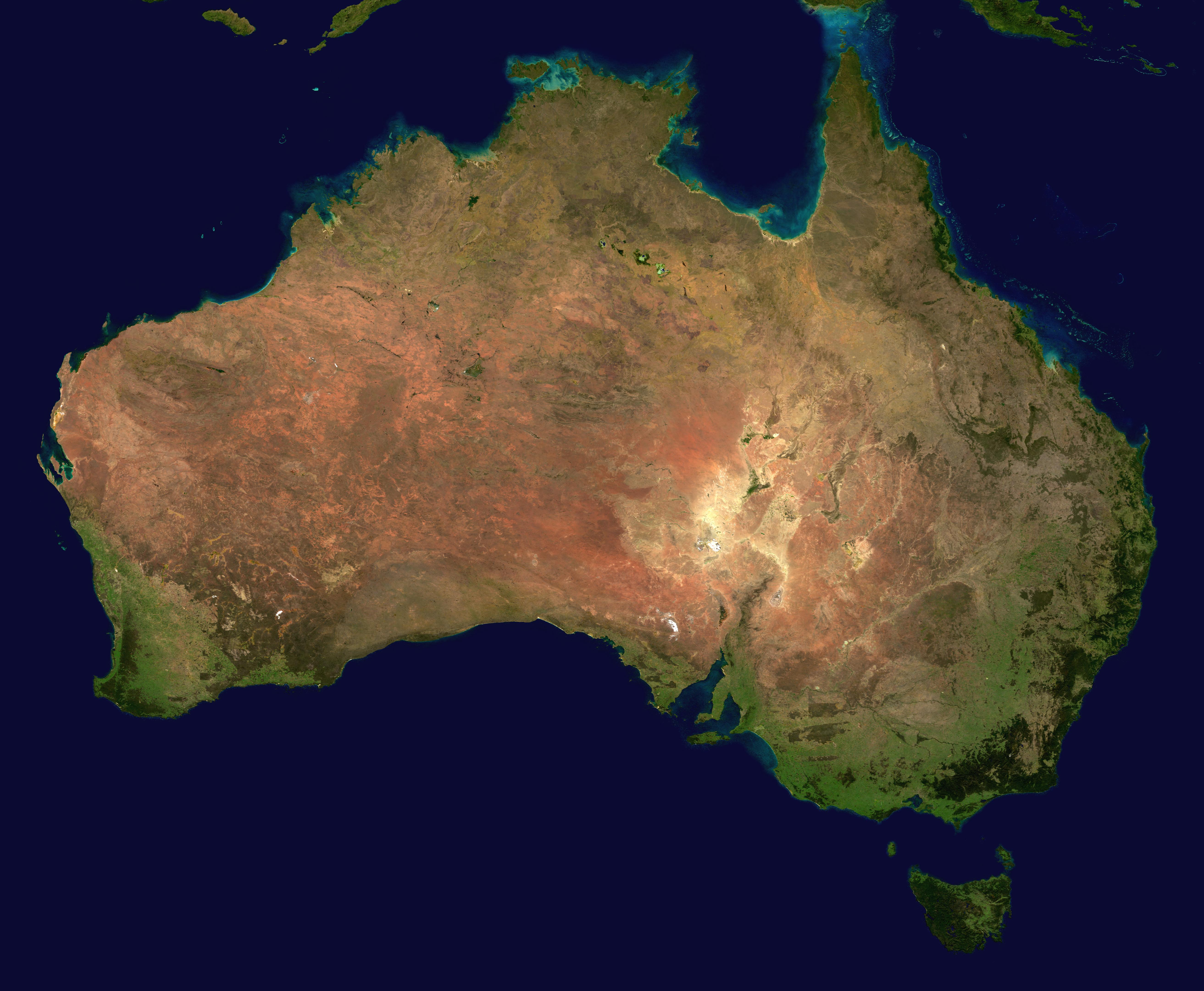
Australia – zdjęcie z kosmosu